# Сопка (Красноярский край)
Со́пка — деревня в Бирилюсском районе Красноярского края России. Входит в состав Проточенского сельсовета.

## География
Деревня находится на правом берегу реки Чулым, на расстоянии примерно 67 км к северо-западу от села Новобирилюссы, административного центра района. Абсолютная высота — 158 м над уровнем моря.

## Население
| 2010 |
| ---- |
| 71   |

### Гендерный состав
По данным переписи 2010 года, в деревне проживал 71 человек (39 мужчин и 32 женщины).

## Улицы
- ул. Береговая,
- ул. Восточная,
- ул. Новая[4].